# Cryptus sodalis
Cryptus sodalis är en stekelart som beskrevs av Cameron 1885. Cryptus sodalis ingår i släktet Cryptus och familjen brokparasitsteklar. Utöver nominatformen finns också underarten C. s. rugosiscutum.